# Мариньяк (Верхняя Гаронна)
Маринья́к (фр. Marignac, окс. Marinhac) — коммуна во Франции, находится в регионе Юг — Пиренеи. Департамент — Верхняя Гаронна. Входит в состав кантона Сен-Беа. Округ коммуны — Сен-Годенс.
Код INSEE коммуны — 31316.

## География

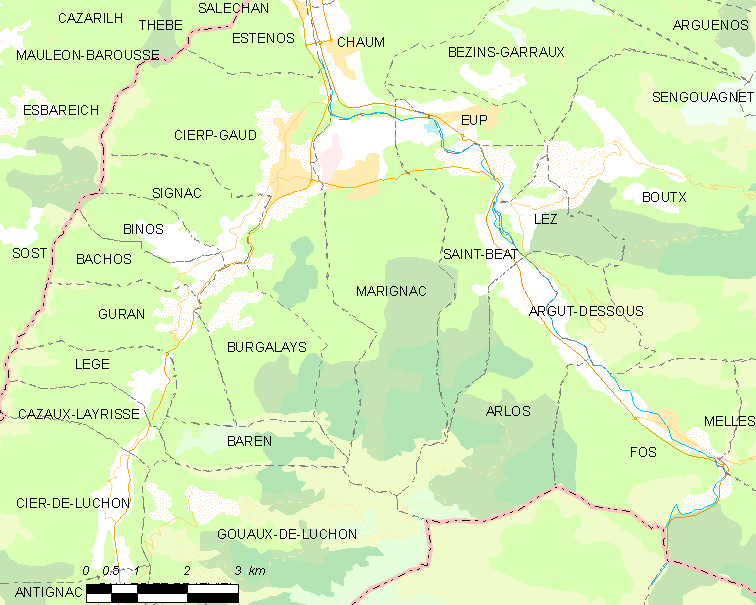
Карта коммуны

Коммуна расположена приблизительно в 680 км к югу от Парижа, в 100 км к юго-западу от Тулузы.
На севере коммуны протекают реки Гаронна и Пик. Большую часть территории коммуны занимают леса.

## Климат
Климат умеренно-океанический. Зима мягкая и снежная, весна характеризуется сильными дождями и грозами, лето сухое и жаркое, осень солнечная. Преобладают сильные юго-восточные и северо-западные ветры.

## Население
Население коммуны на 2010 год составляло 530 человек.
| 1962 | 1968 | 1975 | 1982 | 1990 | 1999 | 2010 |
| ---- | ---- | ---- | ---- | ---- | ---- | ---- |
| 633  | 745  | 685  | 624  | 537  | 507  | 530  |

## Администрация
| Период | Период | Фамилия       | Партия                                                 | Примечания |
| ------ | ------ | ------------- | ------------------------------------------------------ | ---------- |
| 1945   | 1962   | Луи Арно      | Федерация демократических и социалистических левых сил |            |
| 1962   | 1983   | Франсуа Габас | Федерация демократических и социалистических левых сил |            |
| 1983   | 2020   | Андре Паллас  | Социалистическая партия                                |            |

## Экономика
В 2010 году среди 300 человек трудоспособного возраста (15—64 лет) 218 были экономически активными, 82 — неактивными (показатель активности — 72,7 %, в 1999 году было 66,9 %). Из 218 активных жителей работали 186 человек (98 мужчин и 88 женщин), безработных было 32 (19 мужчин и 13 женщин). Среди 82 неактивных 22 человека были учениками или студентами, 29 — пенсионерами, 31 были неактивными по другим причинам.

## Фотогалерея

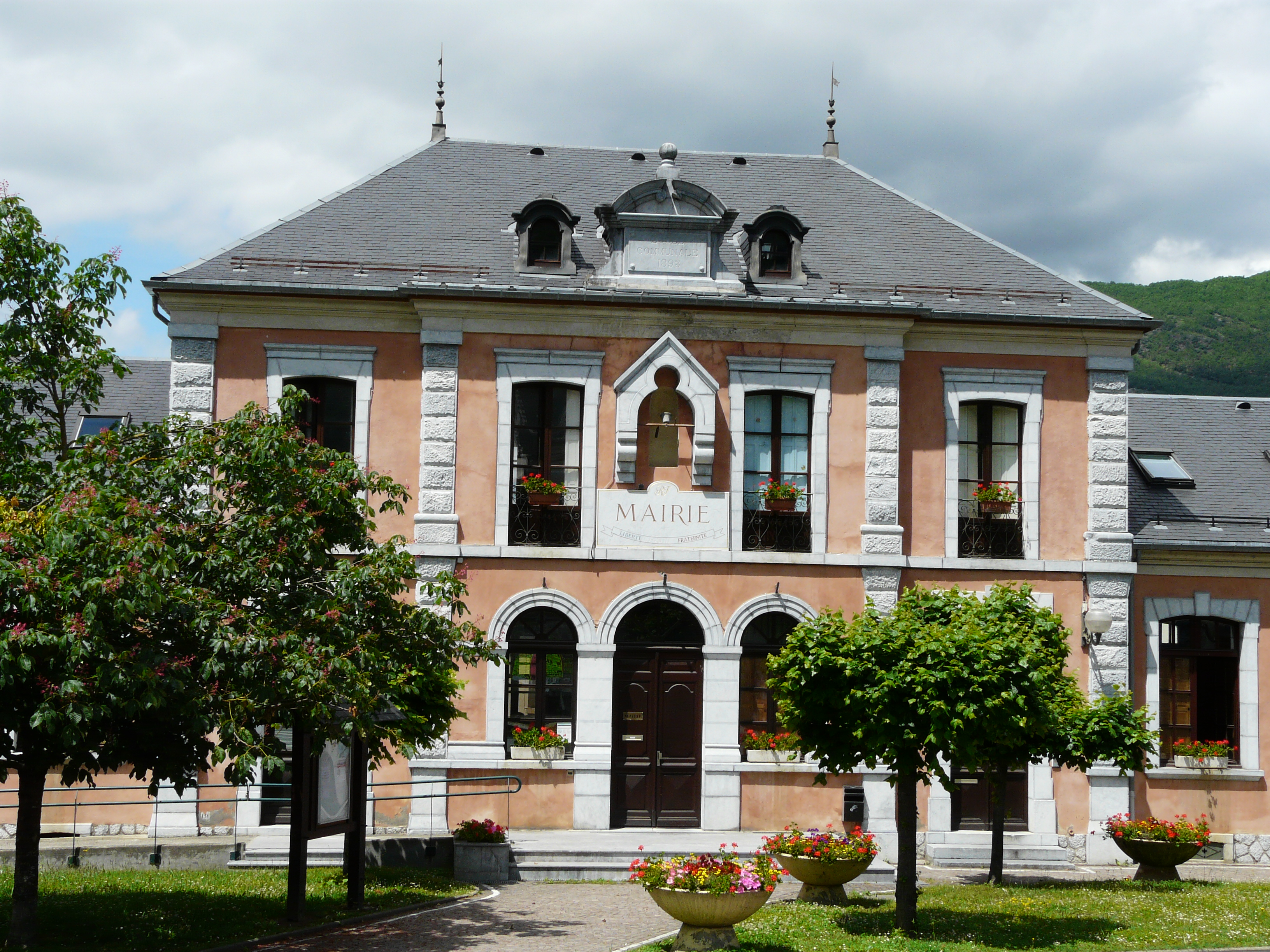
Мэрия
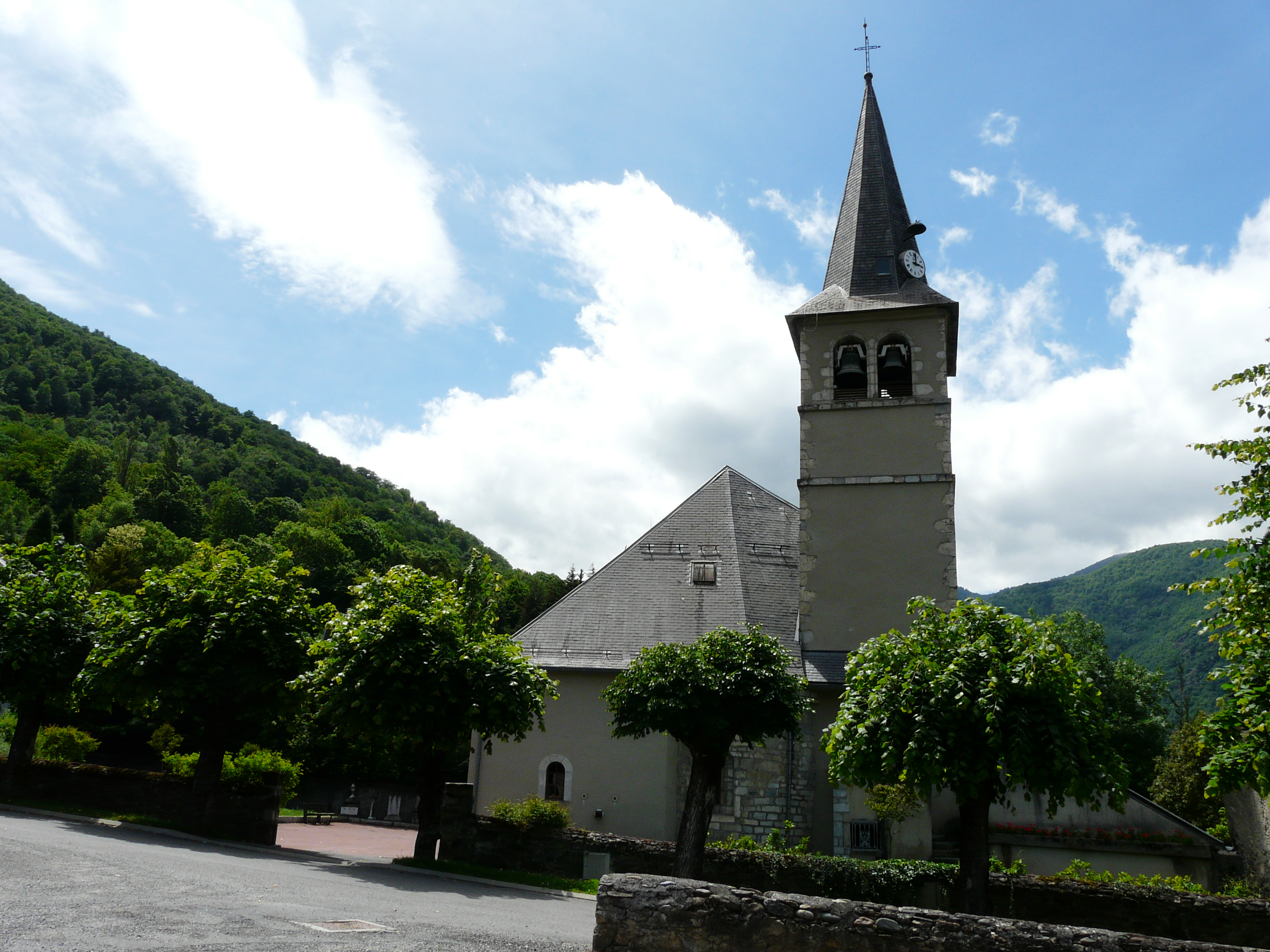
Церковь
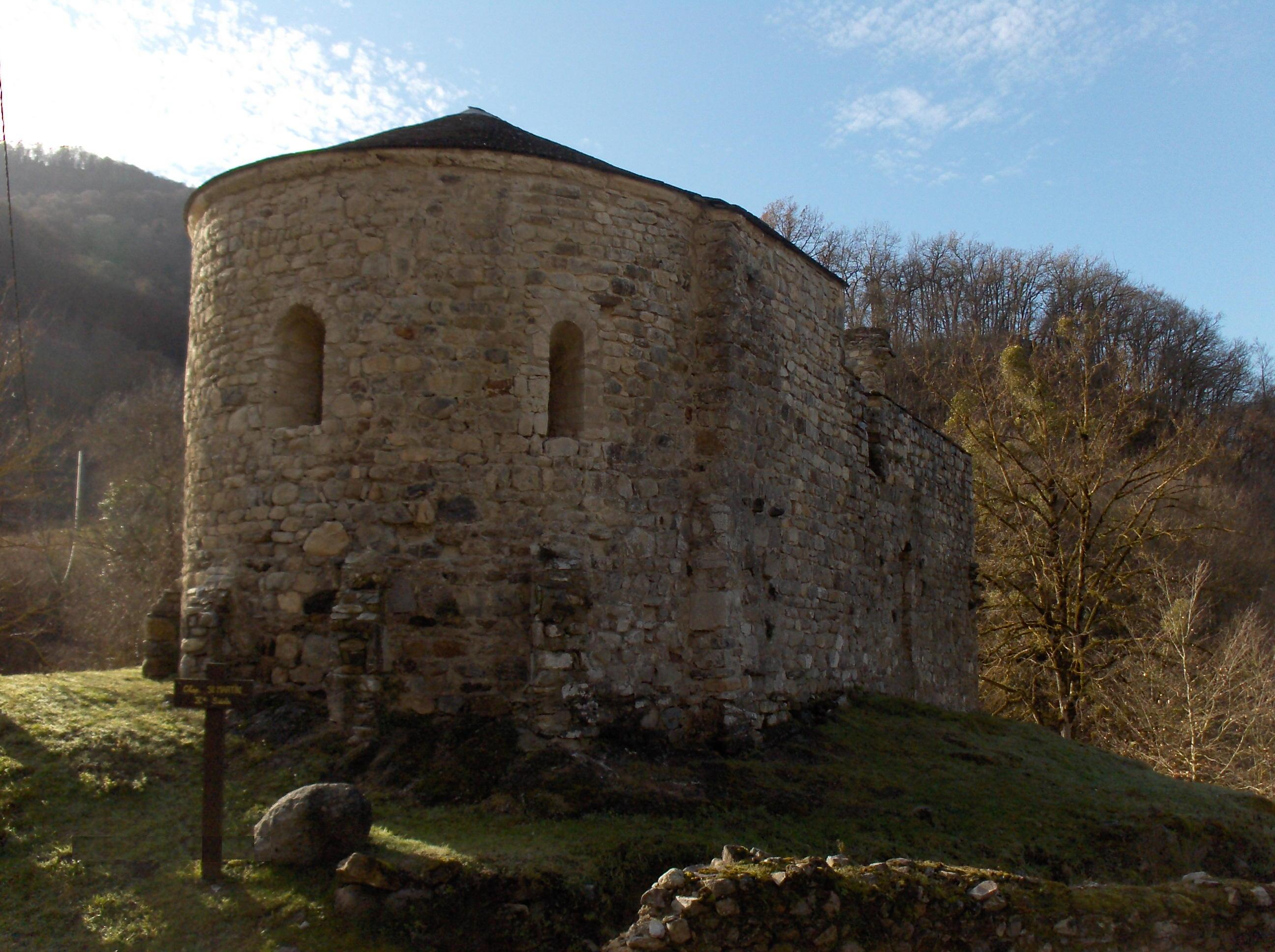
Часовня Св. Мартина
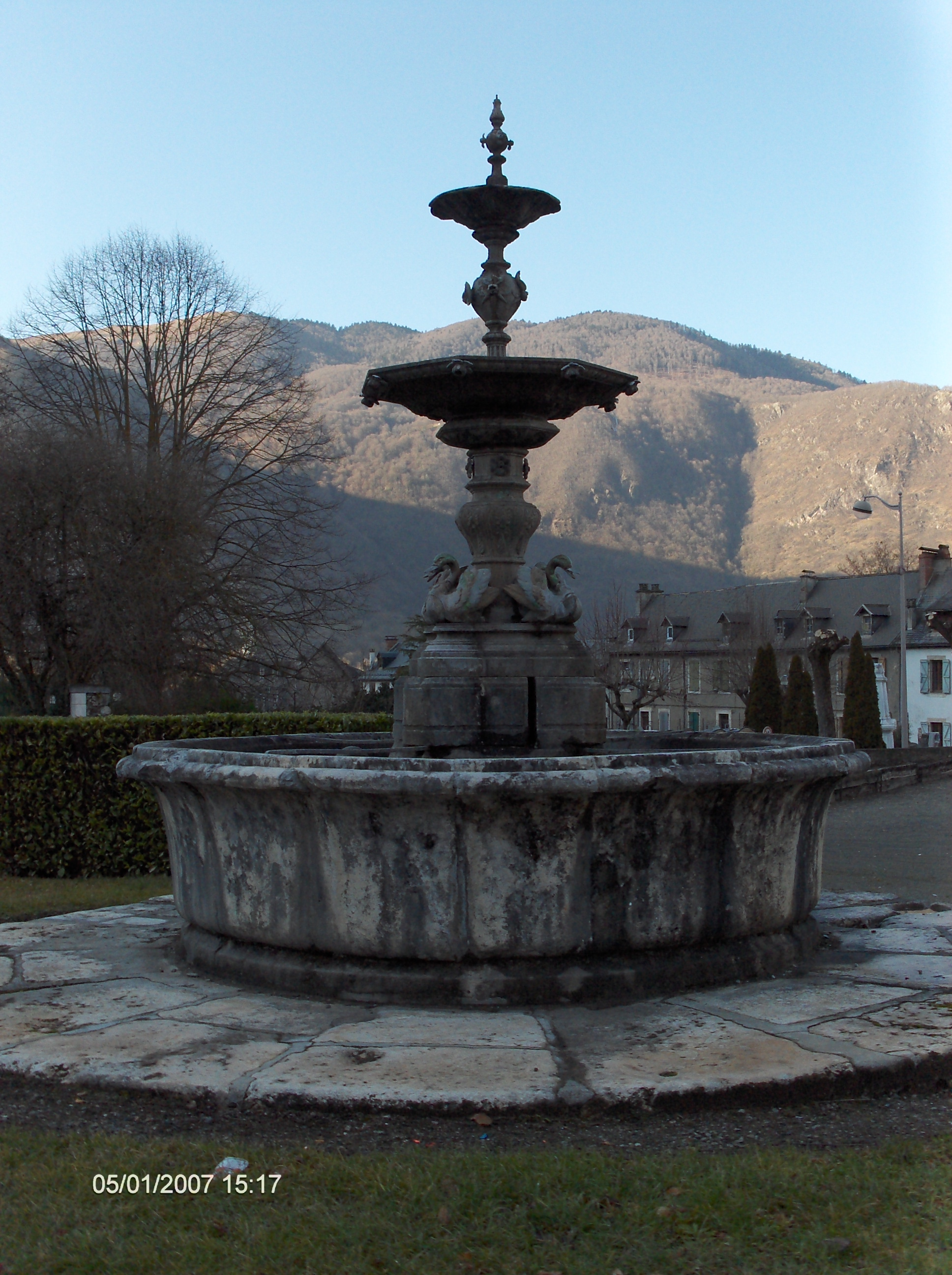
Фонтан
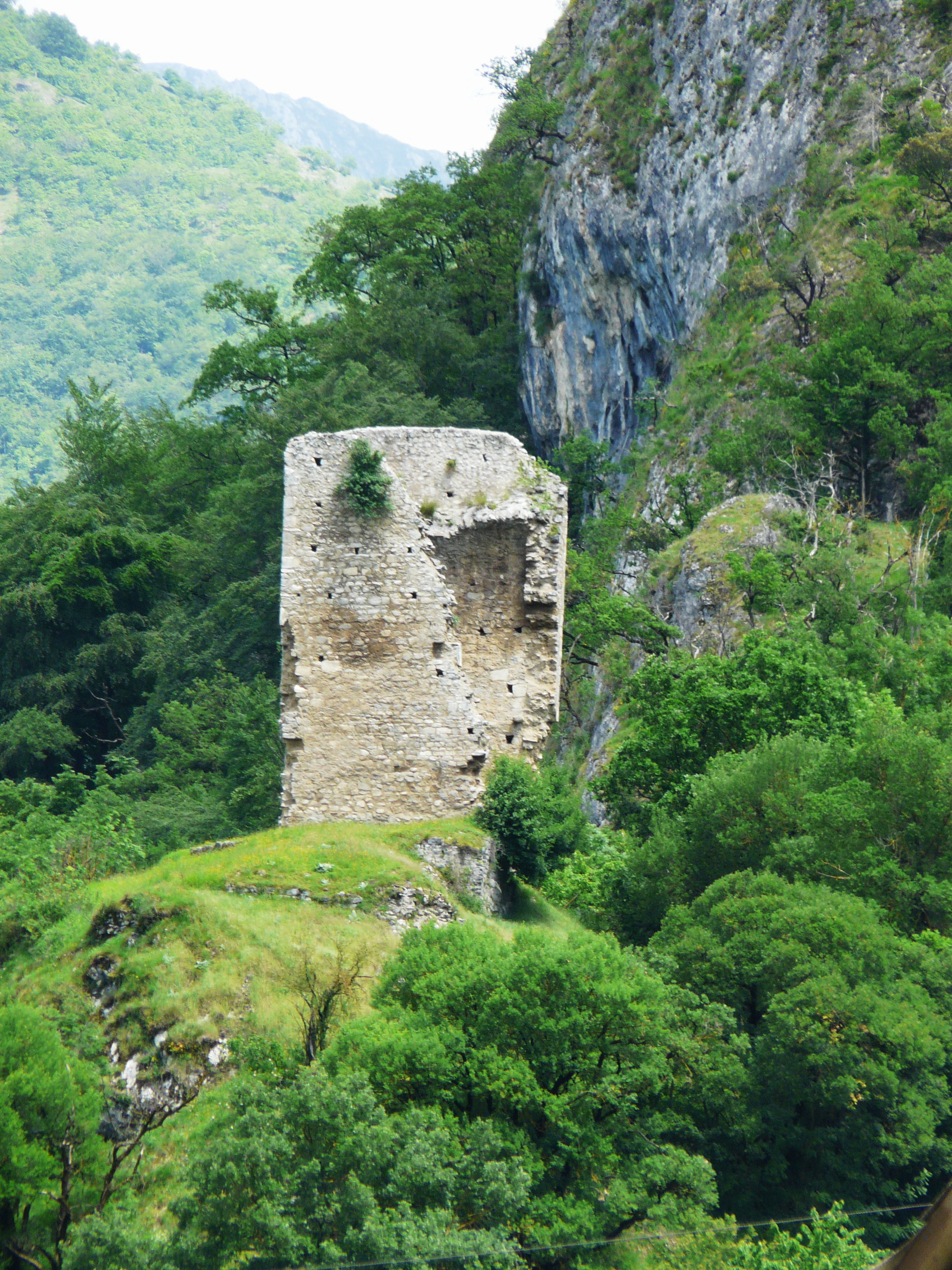
Руины сигнальной башни
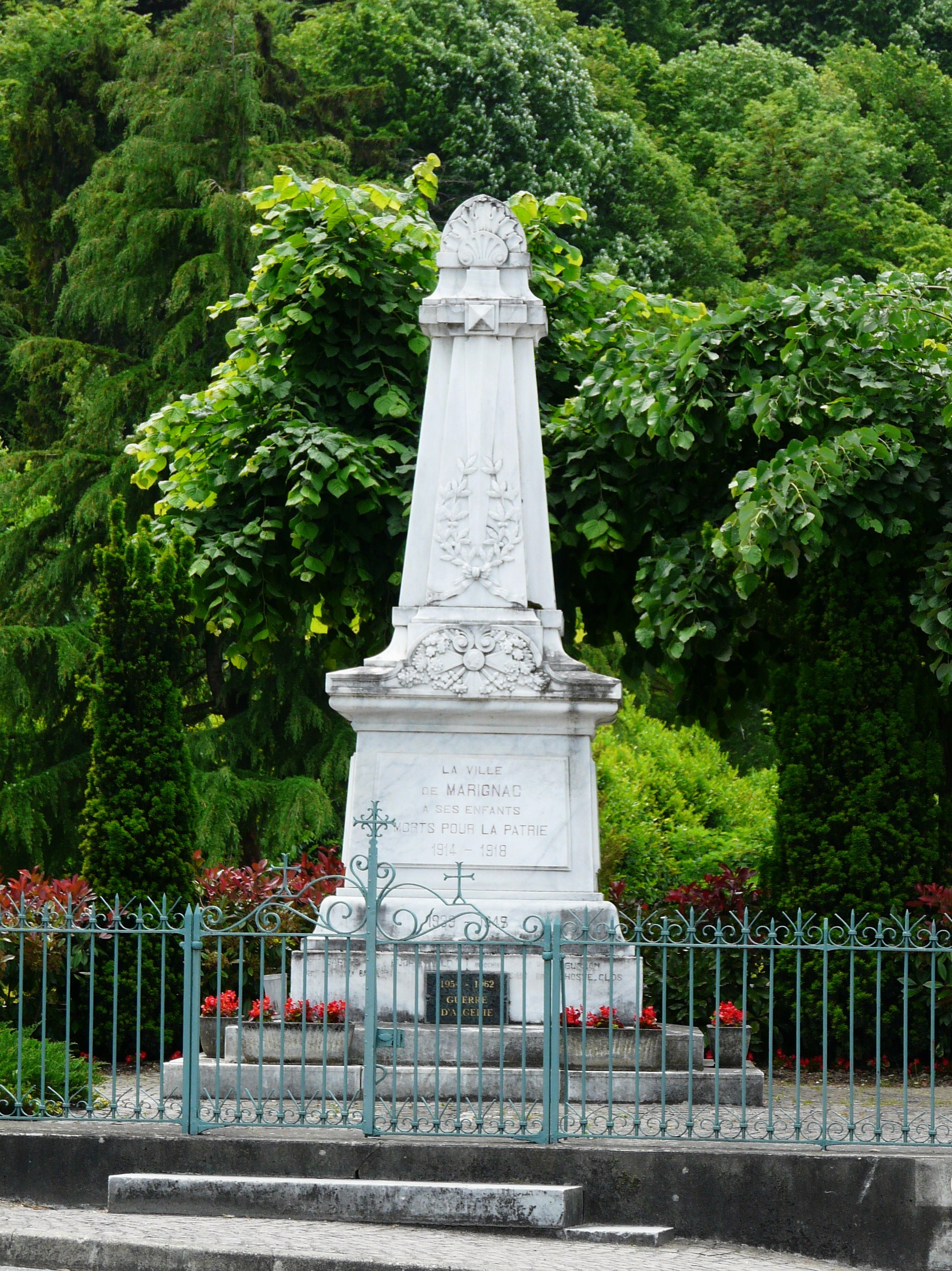
Военный мемориал
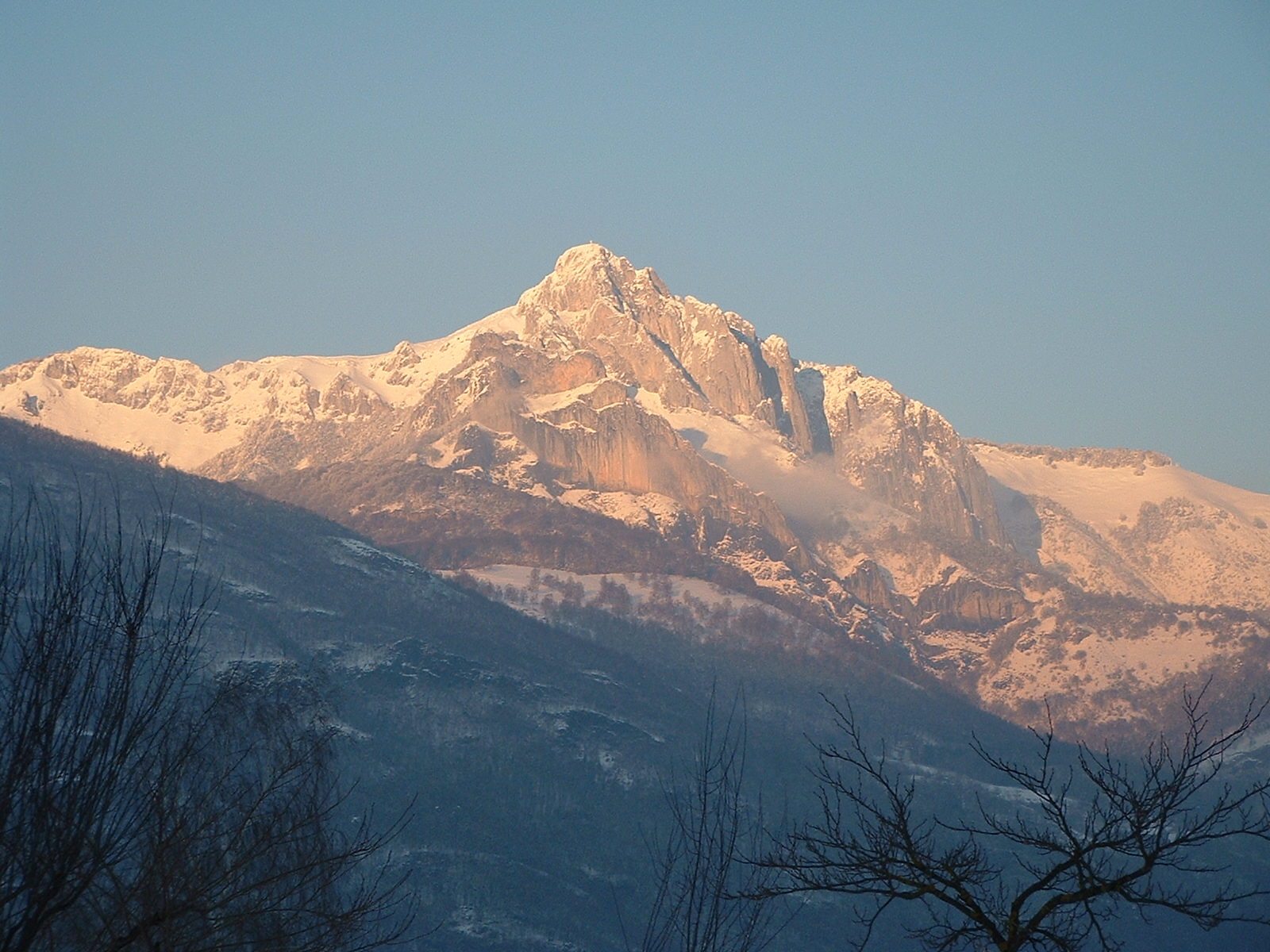
Пик Гар